# Matías Capelli
Matías Capelli (Buenos Aires, 1982) es un escritor, periodista y docente argentino. Su segunda novela, El mar interior (2019), obtuvo en el 2019 el primer premio del Fondo Nacional de las Artes. Además, fue traducido a los idiomas inglés, francés, alemán y hebreo.

## Biografía
Matías Capelli nació en 1982 en la ciudad de Bueno Aires, Argentina.
Como editor y periodista, colaboró en medios gráficos de la Argentina y el exterior, entre ellos, la revista Inrockuptibles y el Buenos Aires Herald, y textos suyos formaron parte de diferentes antologías de narrativa argentina y latinoamericana.
En el 2008, publicó su primer libro, la colección de cuentos Frío en Alaska. En el 2011, editó su primera novela, Trampa de luz. Diez años después, en el 2021, publicó su segunda novela, El mar interior, que, en el 2019, obtuvo el primer premio del Fondo Nacional de las Artes.

## Influencias
Capelli nombró a los libros Oración, de María Moreno, Cosa de gringos, de Claudio Iglesias, y Modo linterna, de Sergio Chejfec, como los que le produjeron lo que él quiere que produzcan sus libros.

## Obra

### Novela
- Trampa de luz (2011, Eterna Cadencia)
- El mar interior (2021, Sigilo)

### Cuento
- Frío en Alaska (2008, Eterna Cadencia)
- Familia política (2018, Libros de Mentira)

## Premios
- 2019: primer premio del Fondo Nacional de las Artes por El mar interior.[10]